# Lucy S. Dawidowicz
Pour les articles homonymes, voir Dawidowicz.
Lucy Schildkret Dawidowicz est une historienne américaine, née le 16 juin 1915 et morte le 5 décembre 1990 à New York.

## Biographie
Elle est la fille de Max et Dora Schildkret, juifs détachés de la pratique religieuse. Elle fait des études de littérature anglaise au Hunter College, où elle obtient en 1936 son baccalauréat, puis dès 1937 à l'université Columbia où elle poursuit ses études en littérature anglaise pour obtenir un master, mais elle n'ira pas au terme de ses études en littérature car, impressionnée par les évènements qui secouaient alors l'Europe, elle décide de choisir un autre sujet de recherche. Elle suit le conseil de Jacob Shatzky, historien spécialiste d'histoire de la Pologne, et opte pour l'histoire des Juifs.
Lucy Schildkret a quelques hésitations, liées au caractère radical de ce changement d'orientation et aux perspectives limitées de trouver ensuite du travail, mais elle finit par se ranger à cet avis. Elle étudie la Judaïté européenne un an à Columbia, puis part en 1937 comme doctorante à l'Institut scientifique yiddish, à Vilnius, ville qui appartient alors à la Pologne. Elle y mène des recherches avec les trois directeurs de l'Institut : Max Weinreich, Zelig Kalmanovich, et Zalmen Reisen (en) — dont seul le premier survit à la Shoah ; il fondera plus tard l'Institut scientifique yiddish de New York. Ces rencontres la marquent pour toute son existence. Elles sont cependant assez brèves, puisque Lucy Schildkret rentre aux États-Unis en août 1939.
De 1940 à 1946, elle est assistante du directeur scientifique de l'Institut scientifique yiddish de New York, où elle rencontre son futur mari, Szymon Dawidowicz, Polonais juif qui a fui l'invasion nazie. Durant ces années, elle suit par la presse l'évolution des persécutions nazies, mais sans prendre tout à fait conscience de l'énormité de la shoah jusqu'à la libération des camps de concentration et d'extermination. Elle épouse Szymon Dawidowicz en 1948 ; il meurt en 1979.
Dès 1946, elle retourne en Europe pour venir en aide aux personnes déplacées et réfugiées, en tant que représentante pédagogique de l'American Jewish Joint Distribution Committee, principale organisation communautaire des Américains juifs d'aide aux israélites vivant en dehors des États-Unis. Elle se battra également pour récupérer les livres qui avaient été volés de la bibliothèque de l'Institut scientifique yiddish de Vilnius durant la guerre.
De 1948 à 1969, elle est chargée de recherches puis directrice de recherches à l'American Jewish Committee (Comité juif américain), principale organisation des Juifs aux États-Unis. Elle est ensuite professeur à l'université Yeshiva (1969-1975), à l'université Stanford (1975-1981) et à l'université de Syracuse (1980).
En 1985, renouant avec ses premiers intérêts littéraires, elle met sur pied un Fonds pour la traduction vers l'anglais de la littérature juive en yiddish et en hébreu.
Lucy S. Dawidowicz contribue régulièrement à la revue Commentary (à partir de 1951), au New York Times Book Review, au New York Times Magazine, au Times Literary Supplement, et à This World.

## Travaux et prises de position
Lucy S. Dawidowicz  travaille principalement sur l'histoire des Juifs, l'histoire de l'antisémitisme, la Shoah et les élections américaines.
Son ouvrage le plus important— et le seul traduit en français à l'heure actuelle — est The War against the Jews (La Guerre contre les Juifs), histoire générale de la Shoah publiée en 1975 et couronnée par le prix Anisfeld-Wolf. Elle complète cette étude avec A Holocaust Reader, recueil commenté de documents, publié en 1976, puis The Holocaust and the Historians (Les Historiens et la Shoah), étude historiographique publiée en 1981.
Lucy S. Dawidowicz se range parmi les intentionnalistes, c'est-à-dire parmi les historiens considérant qu'Adolf Hitler a formé le projet d'anéantir les Européens juifs avant le déclenchement de la Seconde Guerre mondiale et non après, en 1941. Selon Mme Dawidowicz, « ses idées générales sur les Juifs étaient arrêtées dès 1920 » (La Guerre contre les Juifs, éd. Hachette, 1977, p. 39).
Elle défend le caractère unique de la Shoah :
« La Solution finale a débordé les frontières de l'expérience historique moderne. Jamais encore l'histoire contemporaine n'avait vu un peuple faire du génocide d'un autre peuple le couronnement d'une idéologie pour laquelle les moyens se confondent pratiquement avec les fins. L'histoire a, certes, enregistré des massacres et des destructions terribles perpétrées par un peuple sur un autre, mais tous — pour cruels et injustifiables qu'ils aient été — étaient adaptées à des fins pratiques. C'étaient des moyens adaptés à une certaine fin et non pas des fins se suffisant à elles-mêmes. »
À ce titre Lucy S. Dawidowicz critique très vivement les tenants du courant historiographique fonctionnaliste, dont Ernst Nolte — pour qui la Shoah est une simple réplique aux crimes de Joseph Staline, et ne présente pas de grande originalité — puis Arno J. Mayer à qui elle reproche de transformer la Shoah en évènement secondaire, simple conséquence de l'invasion de l'URSS, comme les pogroms perpétrés aux XIe et XIIe siècles furent des conséquences secondes des croisades. Elle dénonce les négationnistes.